# Hodges Knoll
Der Hodges Knoll (englisch; bulgarisch могила Ходжис mogila Chodschis) ist ein größtenteils vereister, in nordost-südwestlicher Ausrichtung 2,2 km langer, 1 km breiter und 2250 m hoher Hügel auf der Südwestseite des Vinson-Massivs in der Sentinel Range des Ellsworthgebirges im westantarktischen Ellsworthland. Er ragt 3,12 km südöstlich des Klenova Peak, 2,92 km südsüdwestlich des Brichebor Peak, 8,54 km südwestlich des Silverstein Peak, 7,45 km westlich des Mount Slaughter und 10,32 km nordöstlich des Mount Klayn auf. Der Nimitz-Gletscher liegt südwestlich, der Tułaczyk-Gletscher nördlich und der Zapol-Gletscher östlich von ihm.
US-amerikanische Wissenschaftler kartierten ihn 1961 und 1988. Die bulgarische Kommission für Antarktische Geographische Namen benannte ihn 2014 nach dem britischen Maler William Hodges (1744–1797), Teilnehmer der zweiten Südseereise (1772–1775) des britischen Seefahrers und Entdeckers James Cook, der gemeinsam mit Joseph Gilbert (1732–1821) die ersten Gemälde zur Antarktis erstellt hatte.